# Admonter Reichenstein
Admonter Reichenstein är ett berg i Österrike.   Det ligger i distriktet Liezen och förbundslandet Steiermark, i den centrala delen av landet, 160 kilometer sydväst om huvudstaden Wien. Toppen på Admonter Reichenstein är 2 251 meter över havet, eller 996 meter över den omgivande terrängen. Bredden vid basen är 13,8 km.
Terrängen runt Admonter Reichenstein är huvudsakligen bergig, men åt nordväst är den kuperad. Närmaste större samhälle är Trieben, 8,3 kilometer sydväst om Admonter Reichenstein. 
I omgivningarna runt Admonter Reichenstein växer i huvudsak blandskog. Runt Admonter Reichenstein är det ganska glesbefolkat, med 25 invånare per kvadratkilometer.